# Женщины шутят всерьёз
«Женщины шутят всерьёз (Фантазия соль мажор)» — советский художественный фильм 1981 года, снятый Константином Ершовым по собственному сценарию на киностудии им. Довженко.
Премьера фильма состоялась 3 августа 1981 года. Фильм посмотрели 7,9 млн зрителей.

## Сюжет
Борис встречает три Жени в своей жизни: первая стимулирует его стать футболистом, вторая предлагает помощь своим братьям-гребцам, а третья становится его женой, но уходит внезапно.

## В ролях
- Леонид Филатов — Борис Проворный
- Михаил Битный-Шляхта — Борис Проворный в детстве и юности
- Жени:
  - Ирина Мельник — Женя Вербелоз
  - Ольга Матешко
  - Евгения Стерлик
- Анатолий Адоскин — Фёдор Фёдорович, учитель математики
- Александр Ануров — Иван Платонович, учитель истории
- Михаил Светин — Фёдор Семёнович, учитель химии
- Дмитрий Наливайчук — Геннадий, старший брат Жени
- Александр Стерлик — Виктор, младший брат Жени
- Сотрудницы НИИ:
  - Галина Долгозвяга — Люся
  - Ирина Губанова — Ирма
  - Галина Демчук — Мария
  - Лидия Чащина — Гера
  - Ирина Бунина — «Крыша»
  - Екатерина Фокина — Катя
  - Римма Полонская — Клава
  - Елена Чекан — Лиза

## Съёмочная группа
- Режиссер: Константин Ершов
- Сценарист: Константин Ершов
- Оператор: Николай Кульчицкий
- Художник: Сергей Бржестовский
- Звукорежиссер: Галина Калашникова
- Композитор: Яков Лапинский

## Фестивали
Актёру Михаилу Битному-Шляхте был присвоен приз и диплом за лучшую мужскую роль на кинофестивале «Молодость» (1983).